# Alter jüdischer Friedhof (Wörrstadt)

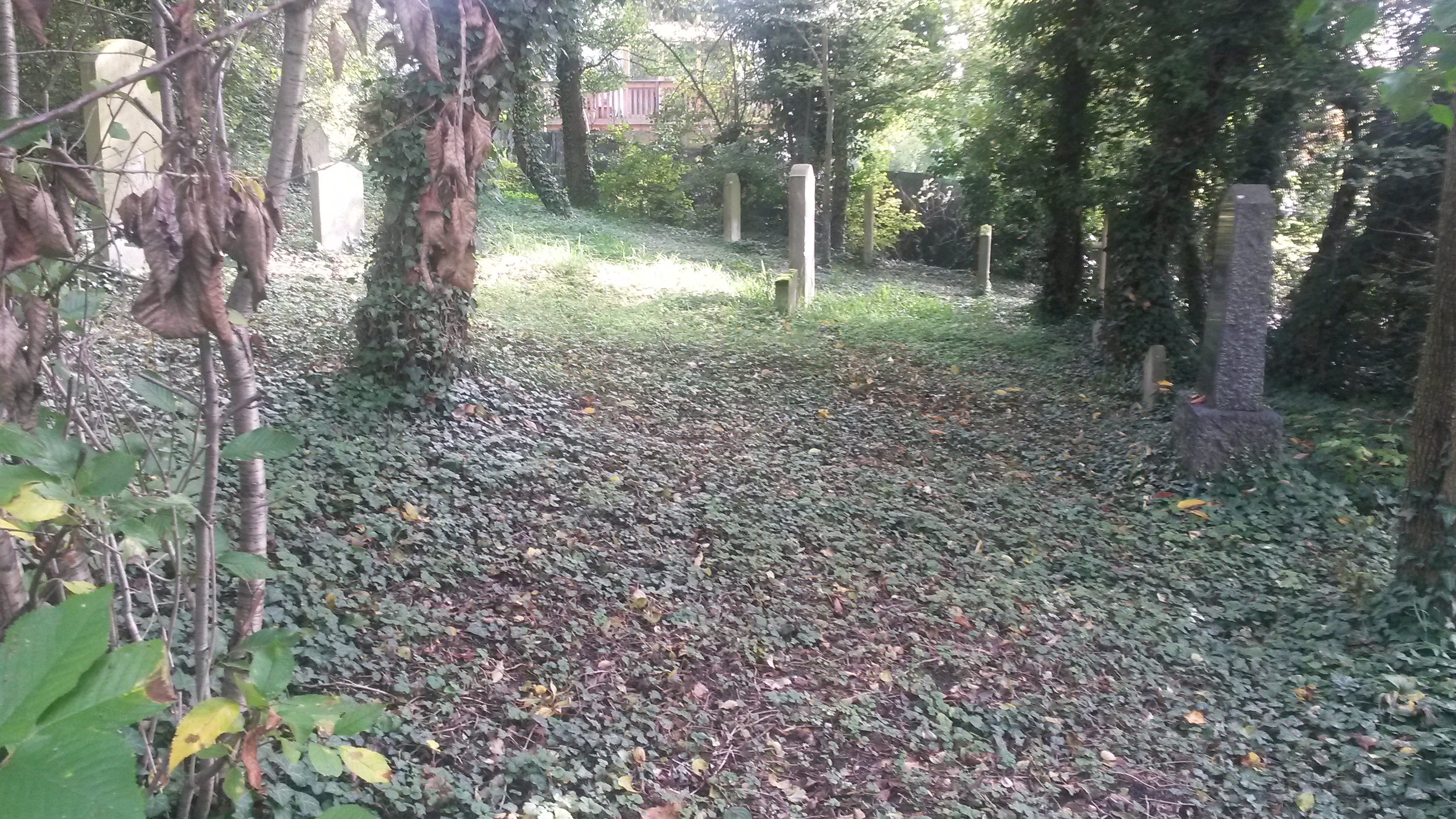
Alter jüdischer Friedhof in Wörrstadt

Wann der Alte jüdische Friedhof in Wörrstadt, einer Stadt im Landkreis Alzey-Worms in Rheinland-Pfalz, angelegt wurde, ist nicht bekannt. Der jüdische Friedhof befindet sich am Eichenring.
Heute sind noch mindestens sieben Grabsteine aus der Zeit zwischen 1840 und 1860 vorhanden. Der Friedhof wurde durch den Neuen jüdischen Friedhof ersetzt.